# مونیکا کروز
مونیکا کروز (به انگلیسی: Mónica Cruz) (زاده ۱۶ مارس ۱۹۷۷) بازیگر و رقصنده اسپانیایی است. او خواهر پنلوپه کروز است.
از فیلم‌های معروف او می‌توان به بازی در مادران، عشق و زندگی، آستریکس در بازی‌های المپیک، یک گام به پیش و گویندگی در دزدان دریایی کارائیب: سوار بر امواج ناشناخته اشاره کرد.